# Ólafur Arnalds

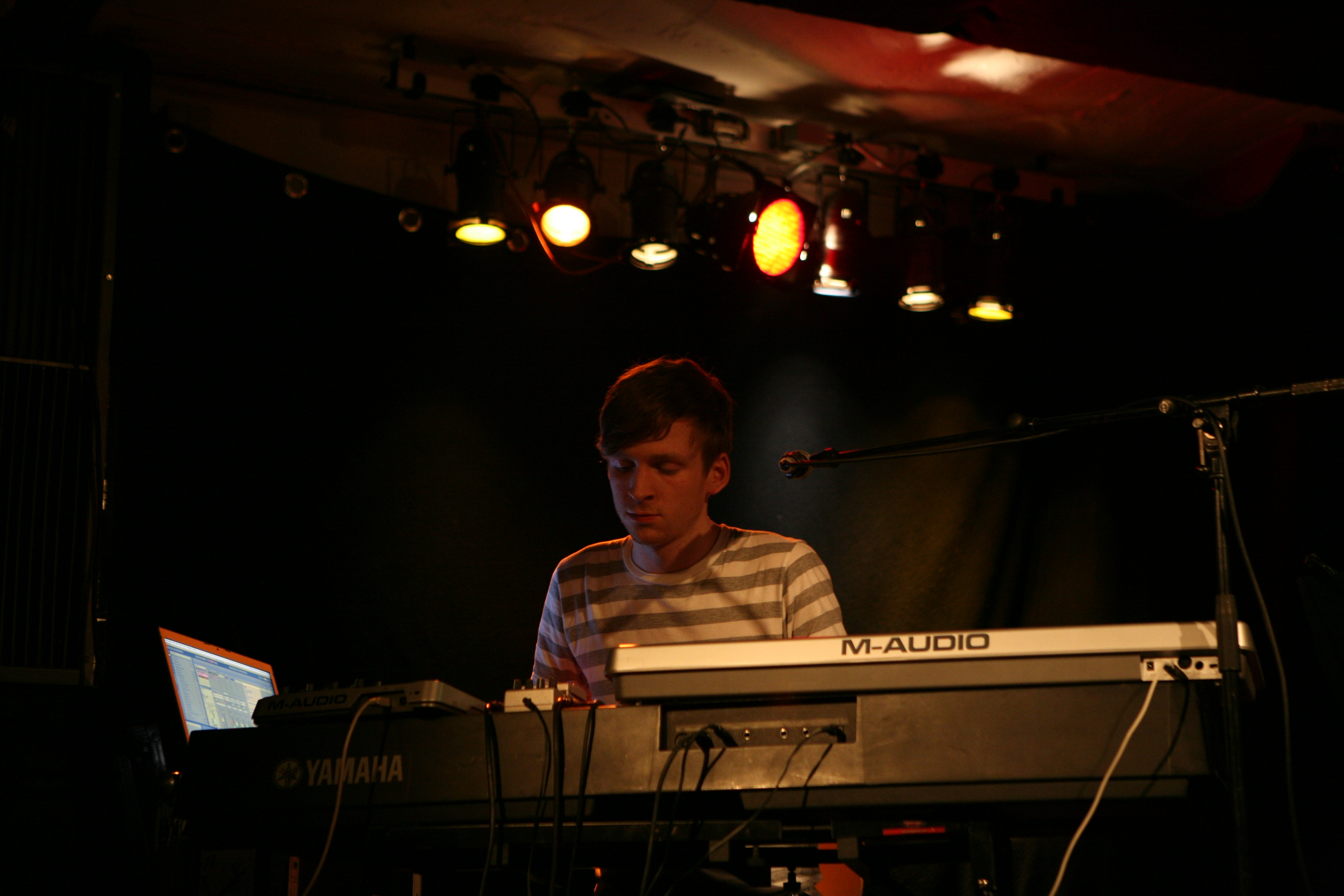
Ólafur Arnalds podczas koncertu, 15 grudnia 2007

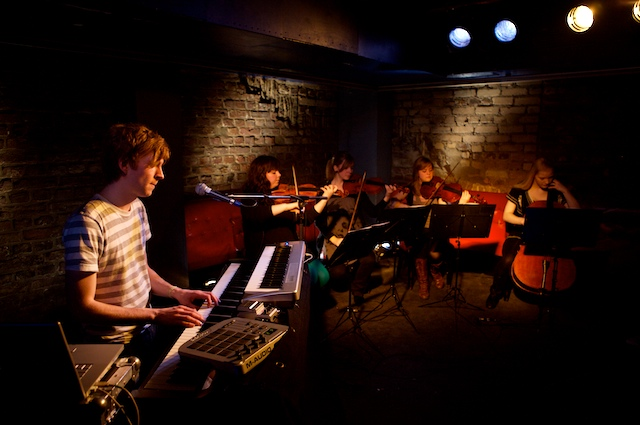
Ólafur Arnalds wraz z kwartetem smyczkowym podczas koncertu w Kolonii, 15 grudnia 2008

Ólafur Arnalds (ur. 3 listopada 1986 w Mosfellsbær) – islandzki multiinstrumentalista oraz producent muzyczny.

## Kariera

### Początki i współpraca z Heaven Shall Burn
Grał w zespołach hardcore/metalowych, w tym m.in. w Fighting Shit i Celestine.
Stał się znany szerszej publiczności w 2004, po wydaniu albumu niemieckiego zespołu Heaven Shall Burn, zatytułowanego AntiGone, na którym znalazły się skomponowane przez niego trzy utwory instrumentalne na fortepian i smyczki, tj. „Echoes [Intro]”, „Rìsandi Von [Outro]” i „Deyjandi Von [Outro]”. W 2005 na płycie, pt. The Split Program II znalazł się stworzony przez niego utwór "Nyfadd Von", następnie współpracował z zespołem nad ich płytami: Iconoclast (Part 1: The Final Resistance) (2008) i Invictus (Iconoclast III) (2010).

### Kariera solowa
12 października 2007 wydał swój pierwszy autorski album, zatytułowany Eulogy for Evolution. W 2008 nagrał EP-kę, pt. Variation of Static. W tym samym roku udał się w trasę koncertową z muzykami grupy Sigur Rós. Wystąpił wówczas również w Polsce, a jego koncert odbył się 20 sierpnia 2008 w Warszawie. 10 listopada zagrał drugi koncert w Polsce, tym razem w Poznaniu.
W kwietniu 2009 przez siedem dni komponował i publikował w Internecie kolejno jeden utwór. Piosenki wydał 31 sierpnia 2009 w formie płyty, pt. Found Songs. Wcześniej, tj. 9 sierpnia 2009 po raz trzeci zagrał koncert w Polsce, występując podczas Off Festivalu w Mysłowicach.
4 grudnia 2009 ukazała ścieżka dźwiękowa do produkcji baletowej Dyad 1909 autorstwa Wayne'a McGregora, którą stworzył wspólnie z Barði Jóhannson z grupy Bang Gang.
Muzyka z jego utworu "Fok" została wykorzystana w oficjalnym materiale promocyjnym wideo kampanii o nazwie WaSH, organizowanej przez belgijską filię organizaacji UNICEF.
31 maja 2010 wydał kolejny solowy album, pt. ...And They Have Escaped the Weight of Darkness. Również w 2010 zagrał kolejną trasę koncertową, obejmującą cztery występy w Polsce: 11 listopada w poznańskiej "Scenie Na Piętrze", 12 listopada – w Centrum Sztuki Współczesnej w Warszawie, 13 listopada – w "Firleju" we Wrocławiu i 14 listopada – w katowickiej "Hipnozie".
3 października 2011 ponownie rozpoczął projekt polegający na codziennym komponowaniu i publikowaniu utworów przez cały tydzień w Internecie. Płyta, pt. Living Room Songs, ukazała się 5 grudnia 2011.

### Kiasmos - współpraca z Janusem Rasmussenem
Od 2009 razem z Janusem Rasmussenem tworzy duet Kiasmos, projekt tworzący i grający minimalistyczne eksperimental techno. W 2012 wydali minialbum Thrown, a w 2014 – debiutancki album długogrający, pt. Kiasmos. Kolejne wydawnictwa to: Looped (2015) oraz Swept (2015).
15 kwietnia 2016 wystąpił w warszawskim klubie Progresja Music Zone. Podczas koncertu towarzyszył mu Janus Rasmussen.

## Dyskografia
- Eulogy for Evolution (2007)
- Variation of Static - EP (2008)
- Found Songs (2009)
- Dyad 1909 (2009)
- ...And They Have Escaped the Weight of Darkness (2010)
- Ścieżka dźwiękowa do filmu Another Happy Day (2011)
- Living Room Songs (2011)
- Stare EP (2012)
- For Now I Am Winter (2013)
- Island Songs (2016)[6]
- Re:member (2018)[7]

## Teledyski
- "3055" (2008)[8]
- "Ljósið" (2009)[9]
- "Hægt, kemur ljósið" (2010, reż. Esteban Diácono)[10]